# Веришен
Верише́н (арм. Վերիշեն) — село в восточной части Сюникской области в Армении.
Главой сельской общины является Артак Задаян.

## География
Село расположено в 2 км к северо-западу от города Горис, в 1 км к востоку от села Акнер и в 8 км к юго-западу от села Вагатур.

## Галерея

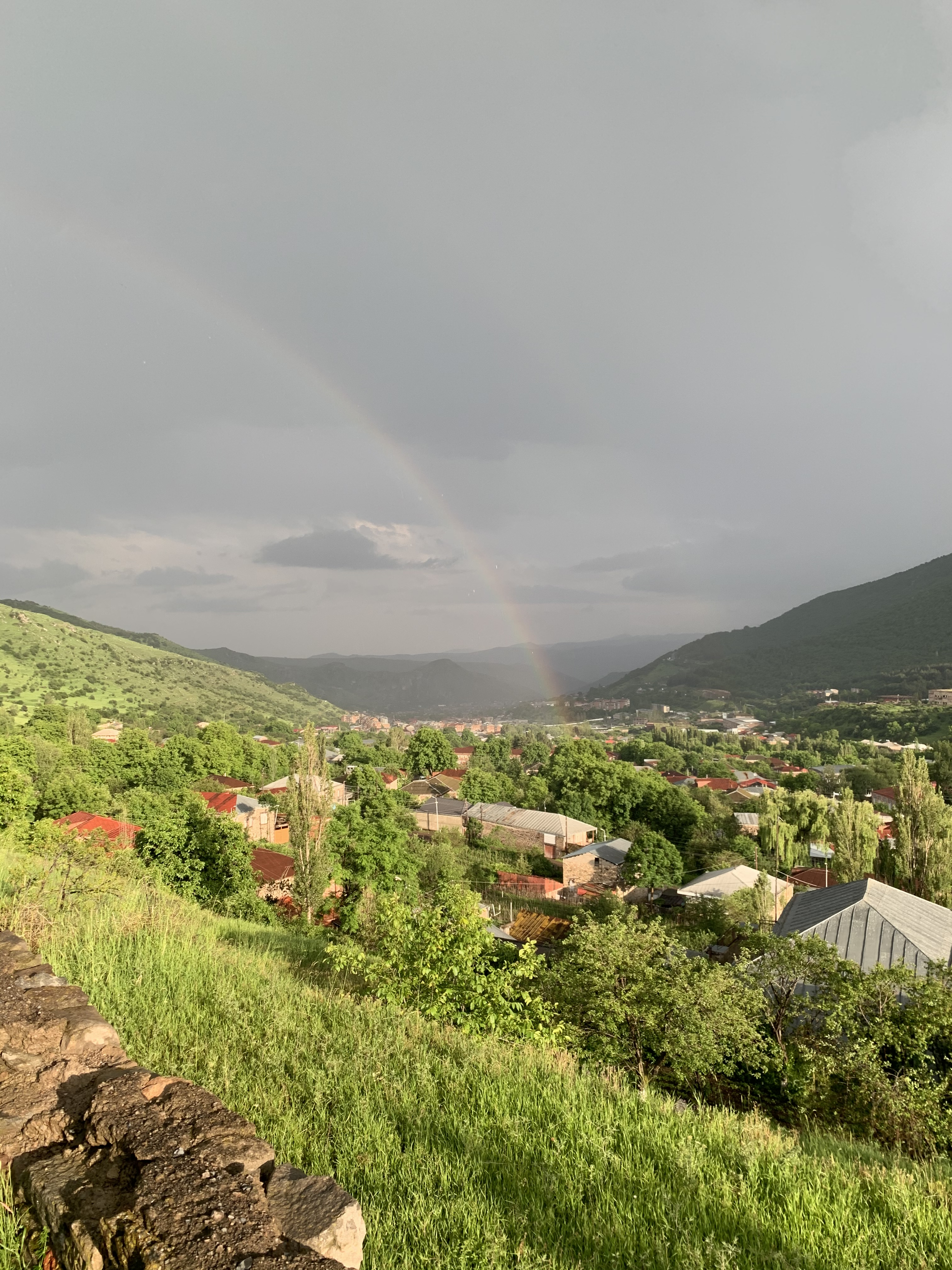
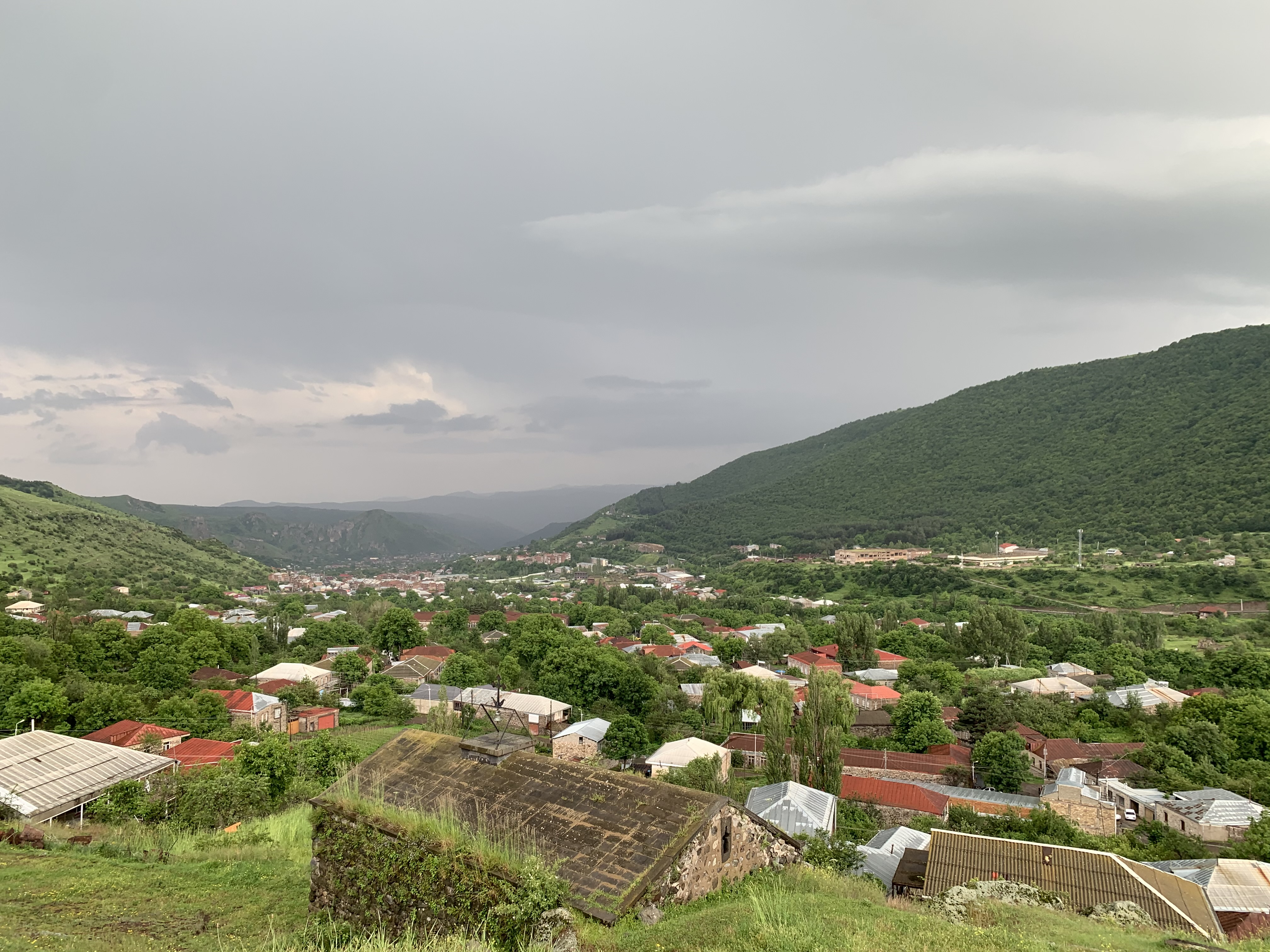
Вид от церкви Св. Норакунк
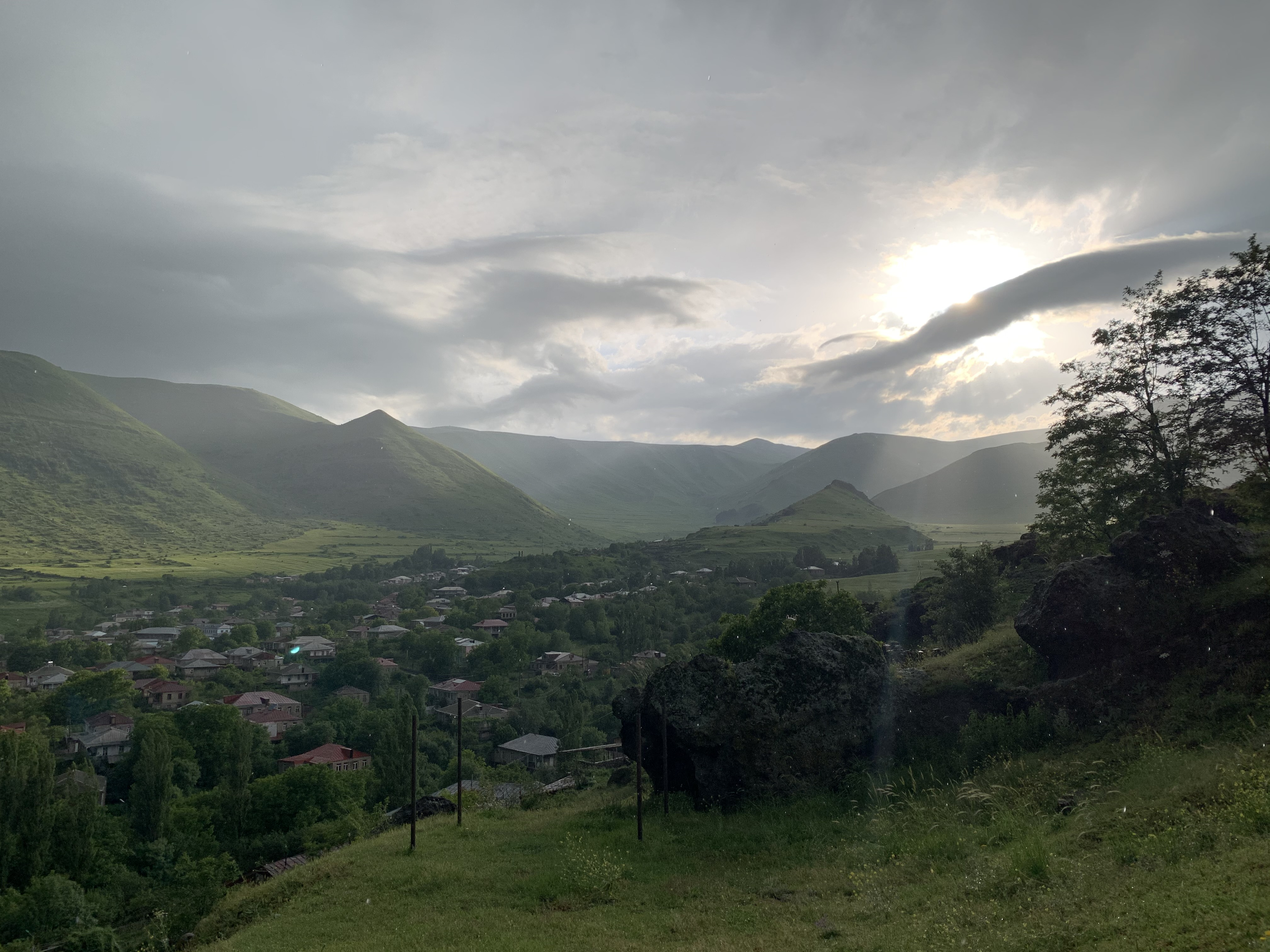
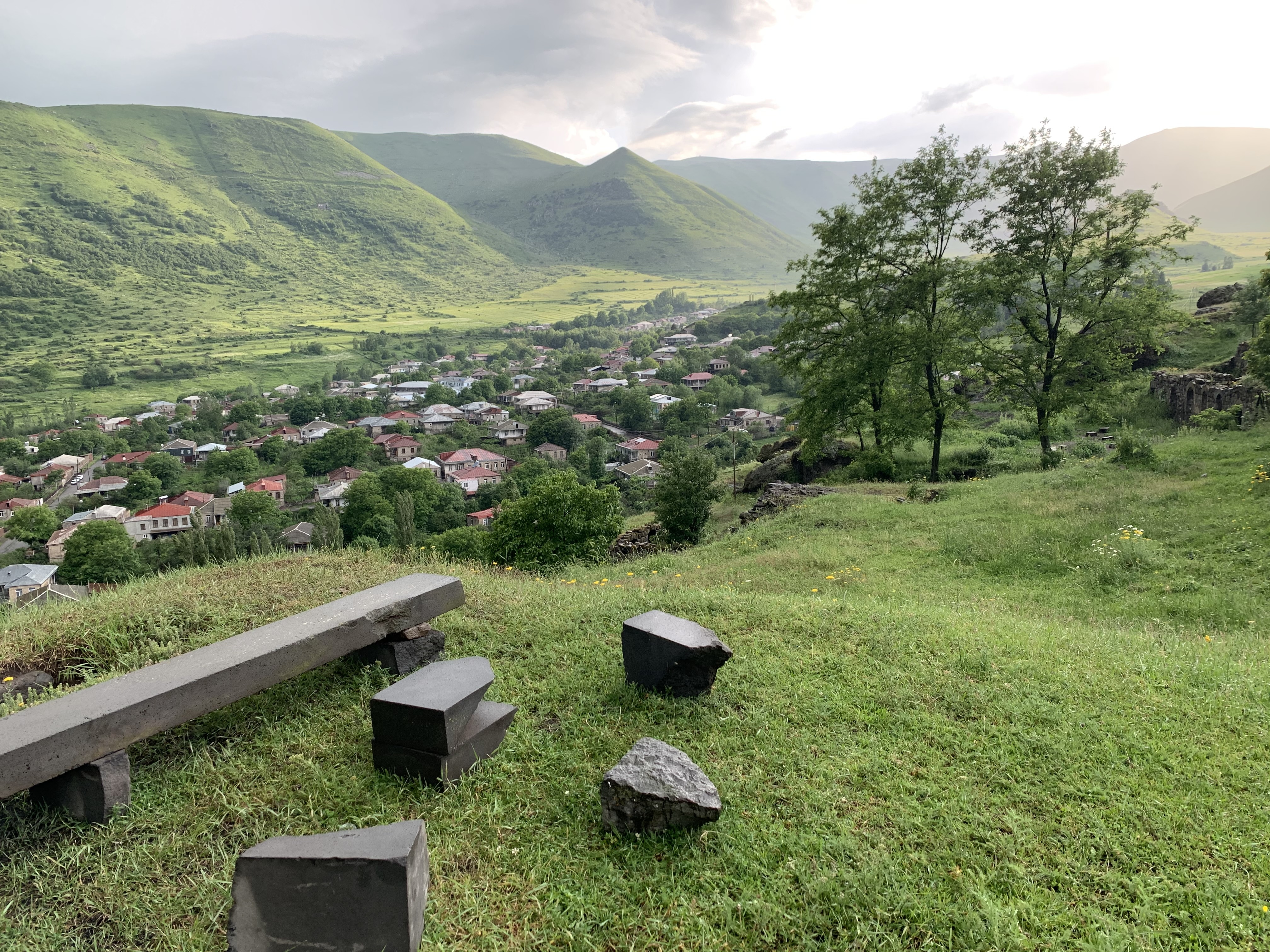
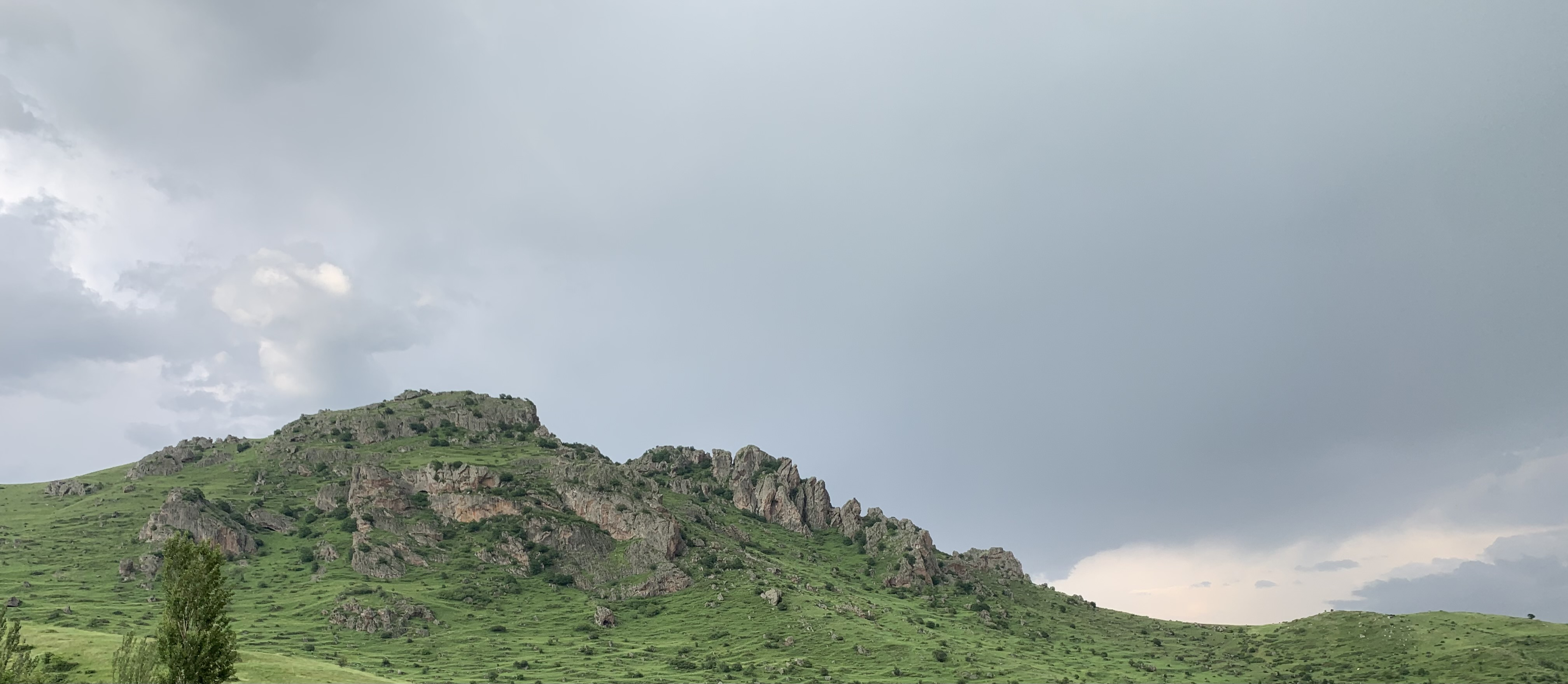
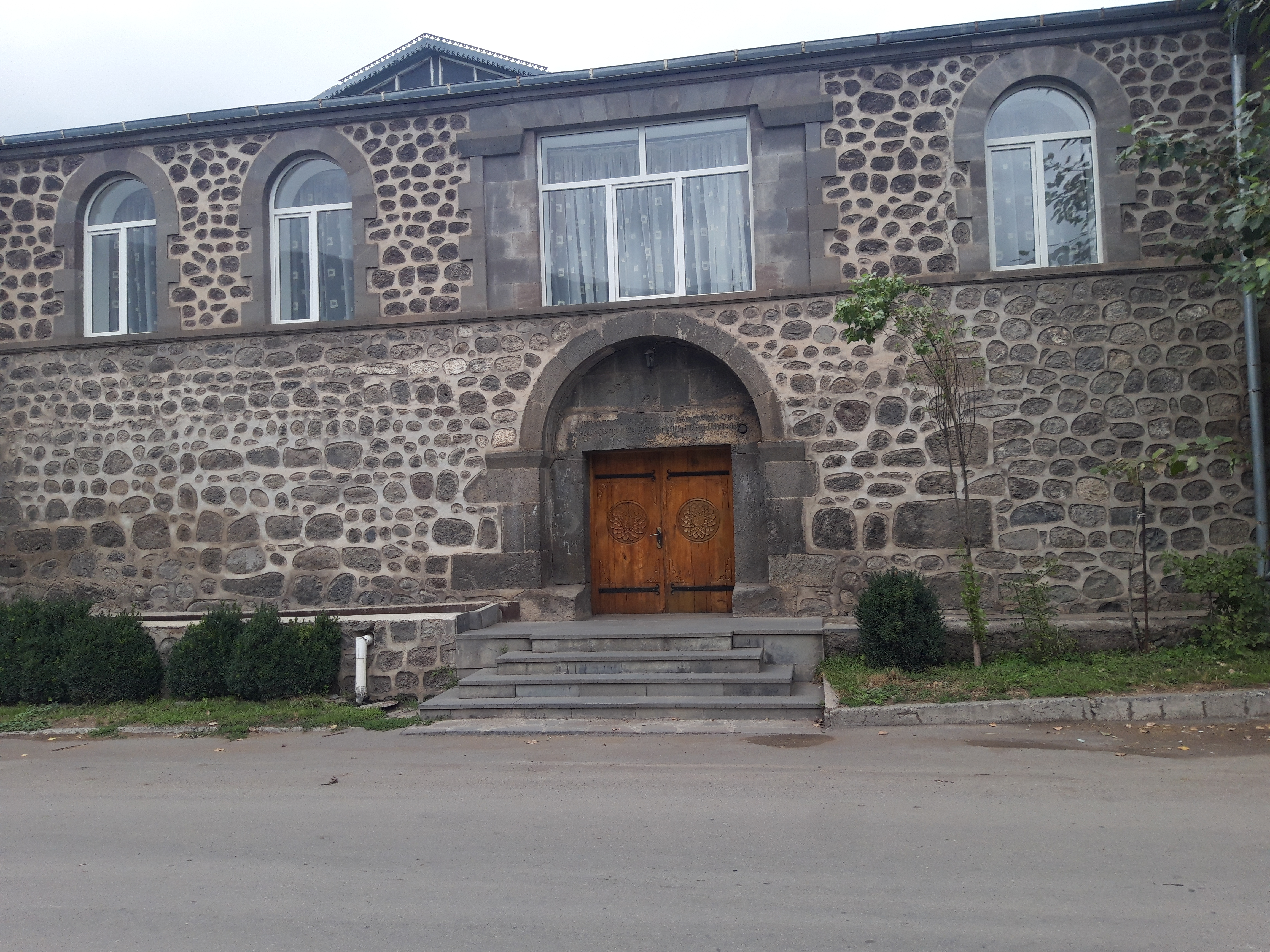
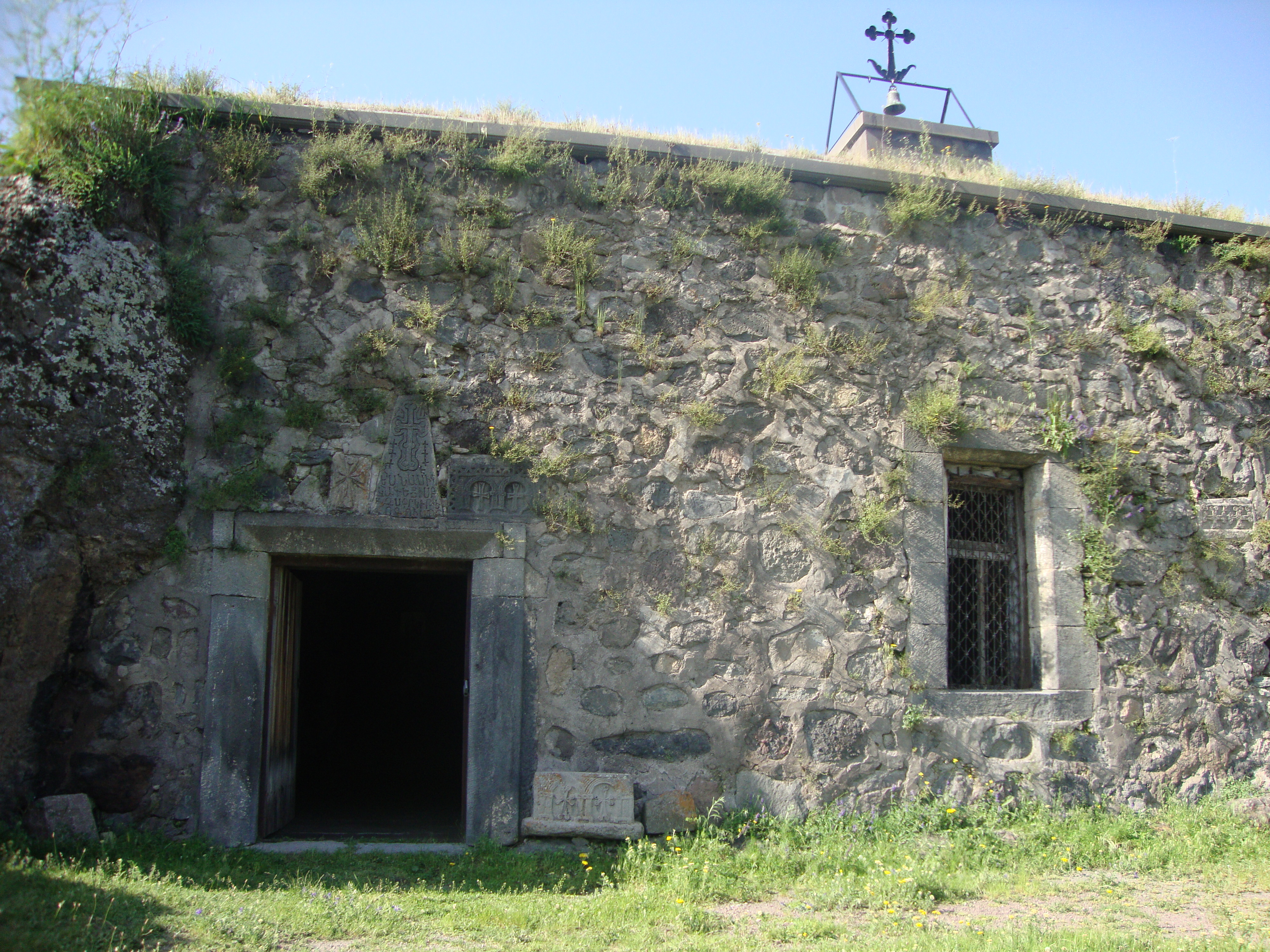
Церковь Св. Норакнунк
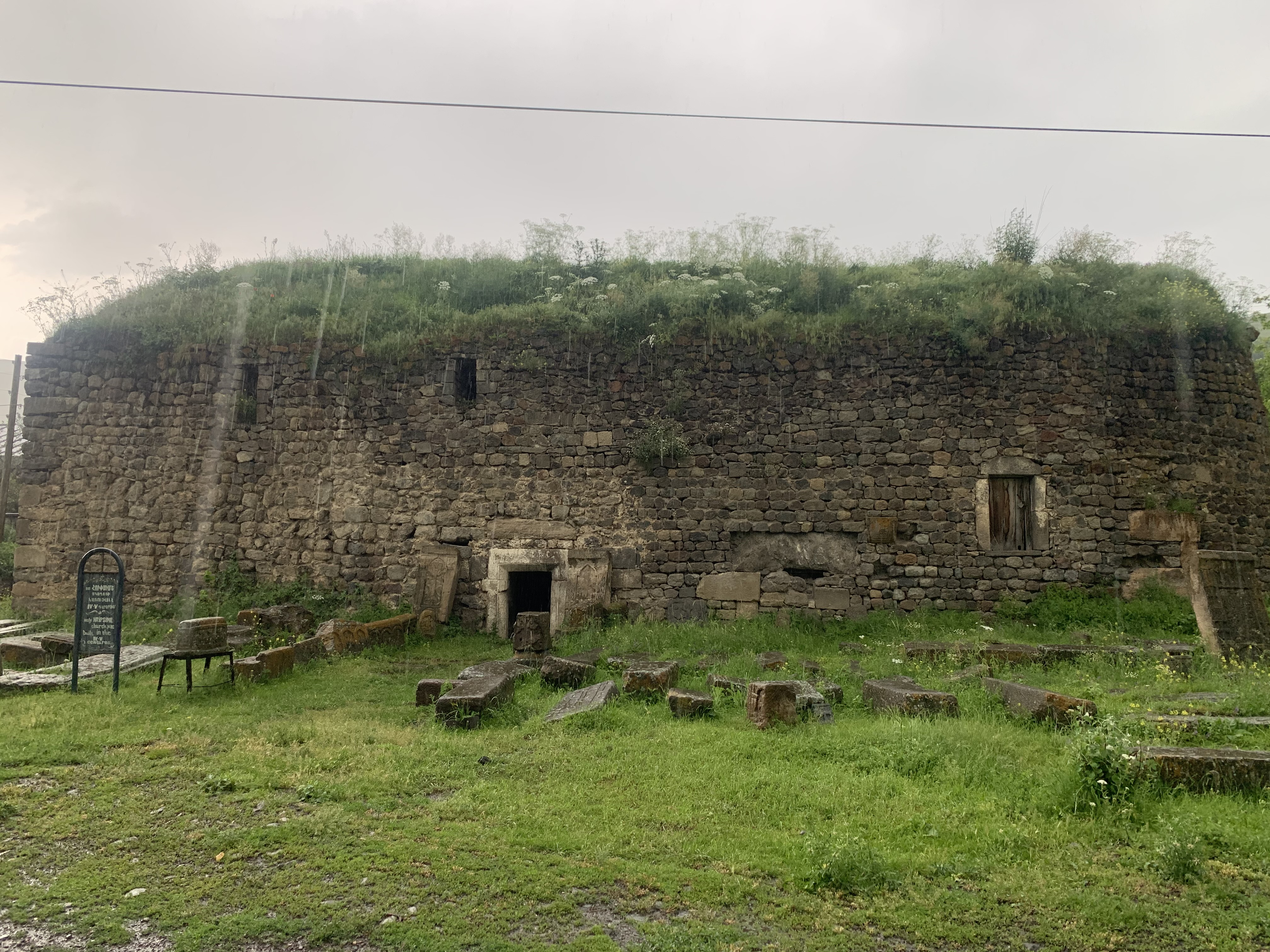
Церковь Святой Рипсиме, IV век
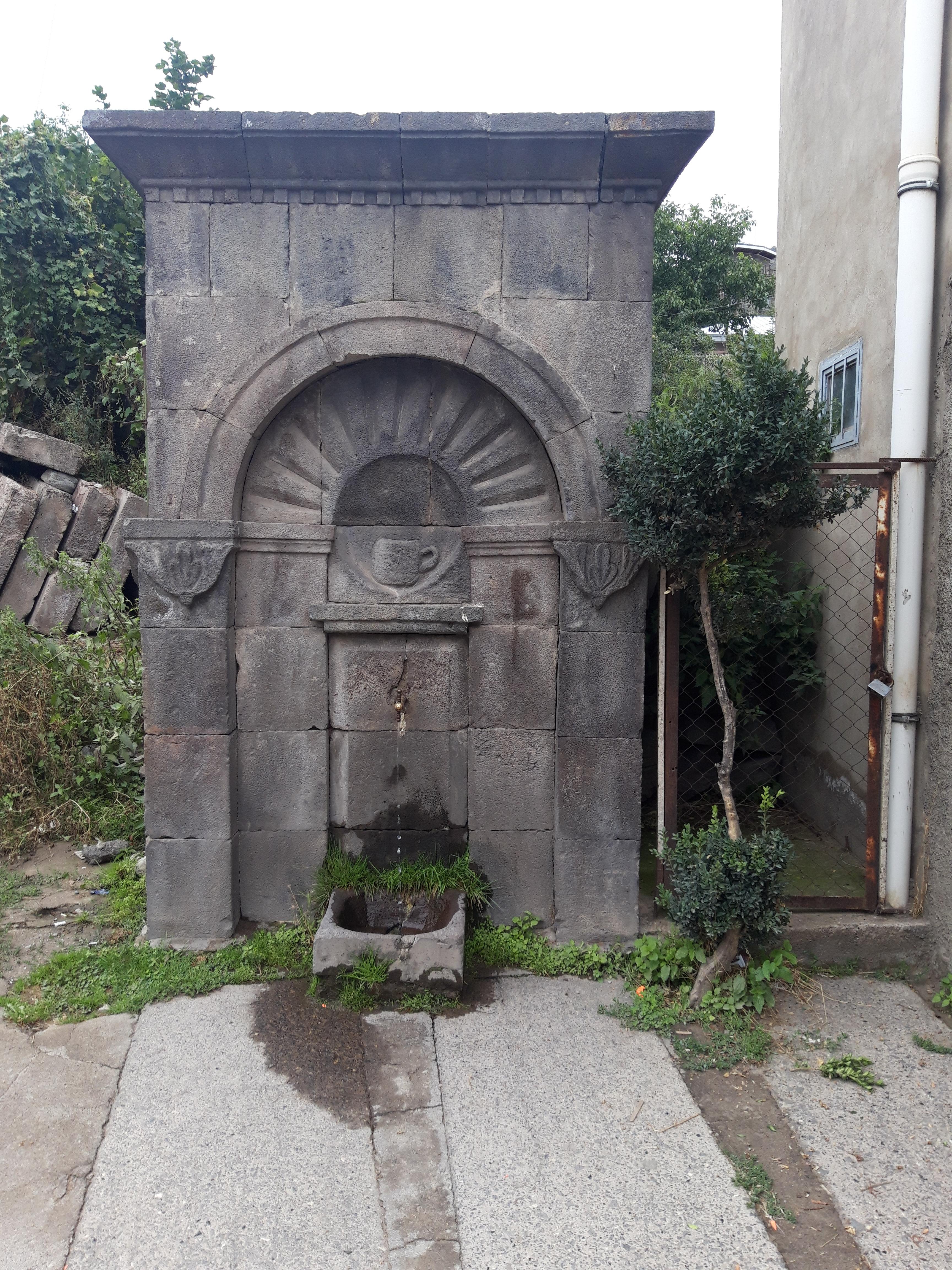